# Gehörlosenkultur

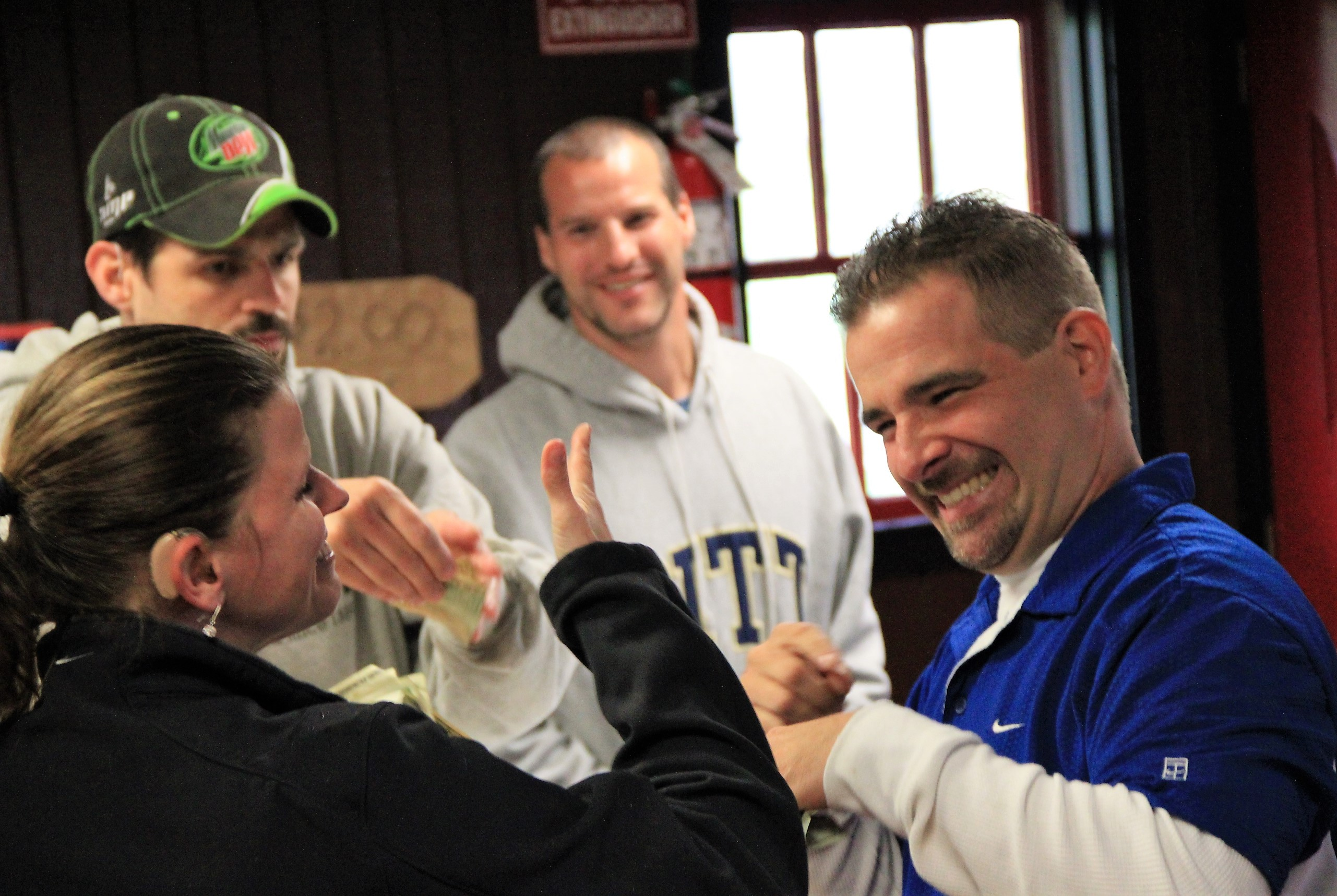
Gruppe von Gehörlosen im Gespräch mittels Gebärdensprache

Der Begriff Gehörlosenkultur bezieht sich auf das kulturelle Zusammenspiel von gesellschaftlichen Überzeugungen, Verhaltensweisen, Kunst, literarischen Traditionen, Geschichte, Werten und gemeinsamen Institutionen von menschlichen Gemeinschaften, die von Taubheit bzw. Gehörlosigkeit beeinflusst werden und die Gebärdensprachen als bevorzugte Form der Kommunikation verwenden.
Menschen, die seit der Kindheit einen Hörverlust haben, erfahren in der Mehrheitsgesellschaft der Hörenden durch die fehlende gleichwertige Kommunikationsbasis häufig Abgrenzung, Isolierung und damit auch vielfältige Zurücksetzungen. Als Folge bevorzugen gehörlose Menschen sehr häufig das Zusammensein mit anderen Personen, die ebenfalls gehörlos sind. Die dabei entwickelten gesellschaftlichen Aktivitäten heben sich in Form und Zielrichtung teilweise stark von der Kultur der Mehrheitsgesellschaft ab und werden als eigenständige Kultur der Gehörlosen betrachtet.

## Sprache

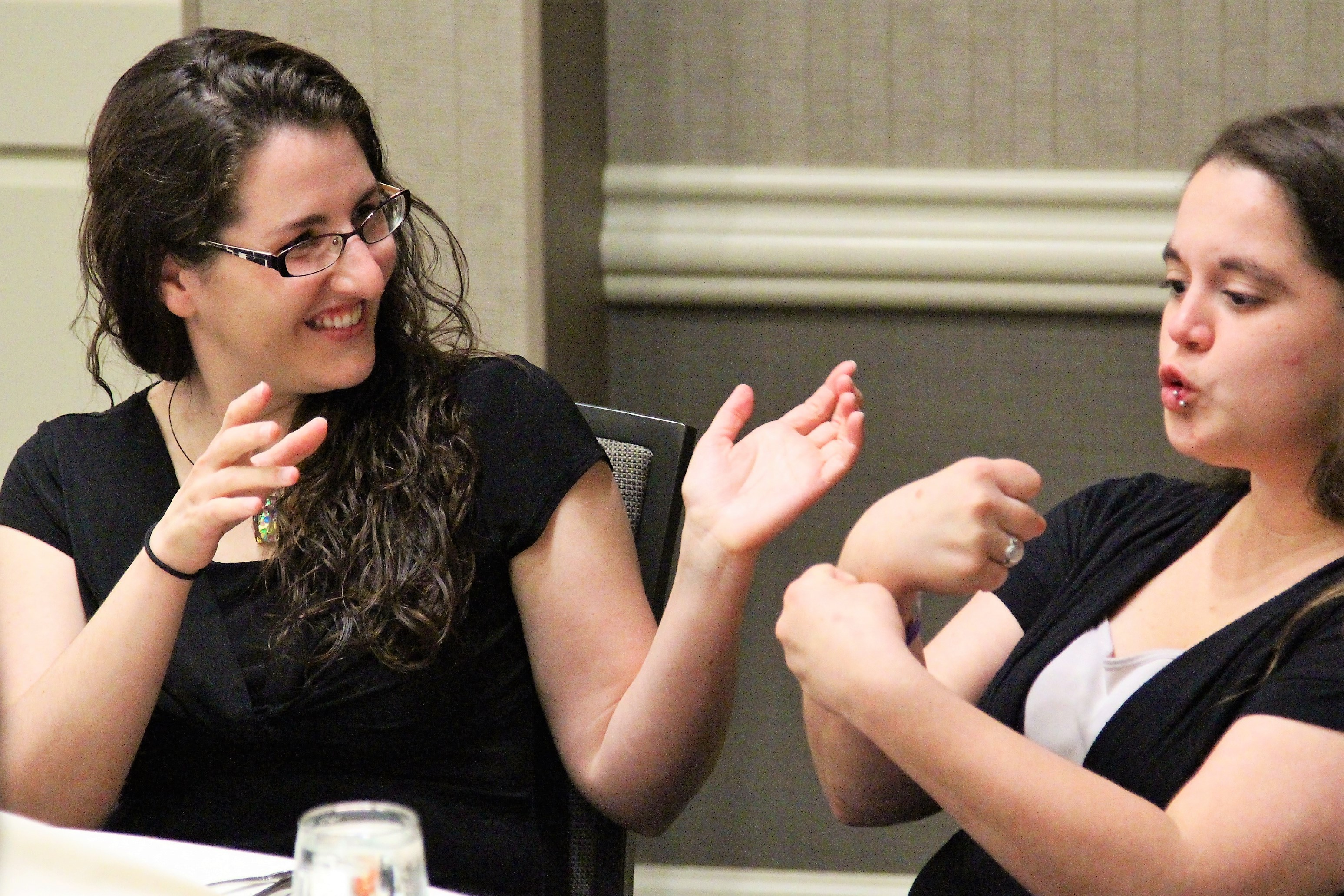
Kommunikation von Gehörlosen mittels Gebärdensprache

Das wesentlichste Merkmal der Gehörlosenkultur in vielen Ländern ist die Gebärdensprache, die – als eine visuell wahrnehmbare und manuell produzierte natürliche Sprache – insbesondere von nicht hörenden und schwer hörenden Menschen zur Kommunikation genutzt wird. Die Gebärdensprache gilt als Muttersprache der Gehörlosen.
Wie allerdings die Geschichte der Gebärdensprachen zeigt, war die Gebärdensprache als solche insbesondere im schulischen Bereich und teils auch im Ausbildungsbereich früher jahrzehntelang nicht anerkannt und wurde geradezu geächtet. Pädagogen war es seit Ende des 19. Jahrhunderts verboten, in Gebärdensprache zu unterrichten. Vorherrschende Meinung in fast allen Ländern der Welt war, dass Gehörlose sich besser im Lippenablesen und Artikulieren üben sollten. Erst beginnend in den 1960er Jahren und zunehmend seit den 1980er Jahren wandelte sich das Verständnis langsam, nachdem insbesondere der US-amerikanische Linguist William Stokoe ab 1960 sowie später weitere Sprachwissenschaftler die Gebärdensprache wissenschaftlich erforscht und als der Lautsprache ebenbürtig beschrieben hatten.
In Deutschland befasste sich ab Anfang der 1970er Jahre vor allem der Linguist Siegmund Prillwitz an der Universität Hamburg mit der Erforschung der Gebärdensprache und setzte sich für deren Anerkennung ein. Mitte der 1990er Jahre begründeten die Sprachwissenschaftlerinnen Helen Leuninger und Daniela Happ an der Goethe-Universität in Frankfurt am Main die „Frankfurter Gebärdensprachforschung“ und befassten sich insbesondere mit der Deutschen Gebärdensprache (DGS). Im Jahr 2002 verabschiedete der Deutsche Bundestag das Behindertengleichstellungsgesetz (BGG), wodurch unter anderem die Deutsche Gebärdensprache (DGS) offiziell als eigenständige Sprache anerkannt wurde.
Die wissenschaftlichen Erkenntnisse über den Status und Stellenwert der Gebärdensprache förderten seit den 1980er Jahren auch zunehmend die Wahrnehmung der eigenständigen Gehörlosenkultur als solche.
In neuerer Zeit kommt für die Anwendung der Gebärdensprache begleitend hinzu, dass sowohl durch deren Förderung als auch durch die verstärkte Ausbildung von Gebärdensprachdolmetschern vermehrt auch Gehörlose an Hochschulen und Universitäten studieren und erweitertes Wissen sowie berufliche Qualifikationen erwerben können.

## Kulturkompetenz
Hörende können sich gegenüber Gehörlosen ungewollt unhöflich verhalten, da diese Verhaltensweisen unter Hörenden eher ungewöhnlich sind. Deshalb ist es wichtig sich frühzeitig mit den Regeln der Sprachgemeinschaft auseinanderzusetzen, um sich eine gute Kulturkompetenz anzueignen.
Der Blickkontakt mit dem Gesprächspartner wird nicht unterbrochen. Dadurch ist das Mundbild besser absehbar und der Gesprächspartner wird eindeutig identifiziert.
Möchte man auf sich aufmerksam machen, benutzt man dazu optische oder haptische Signale. Dabei wird z. B. kurz auf die Schulter getippt oder das Licht wird kurz angeschaltet.

## Kindheit und Jugend
Viele gehörlose Kinder und Jugendliche wachsen in Familien mit hörenden Eltern auf. In den Gehörlosenschulen findet häufig die erste Berührung mit der Gebärdensprache und der Gehörlosenkultur statt.
In der Zukunft könnte auch der Einsatz von Hausgebärdensprachkursen im Vorschulalter zunehmen. Das wäre im Rahmen der Inklusion und der geplanten Auflösung von Sonderschulen wünschenswert.
Auf Bundesebene gibt es mit dem Bundesjugendtreffen und dem Bundesjugendfestival Plattformen für Minderjährige. In manchen Metropolregionen gibt es auch Jugendclubs für Gehörlose.

## Sport

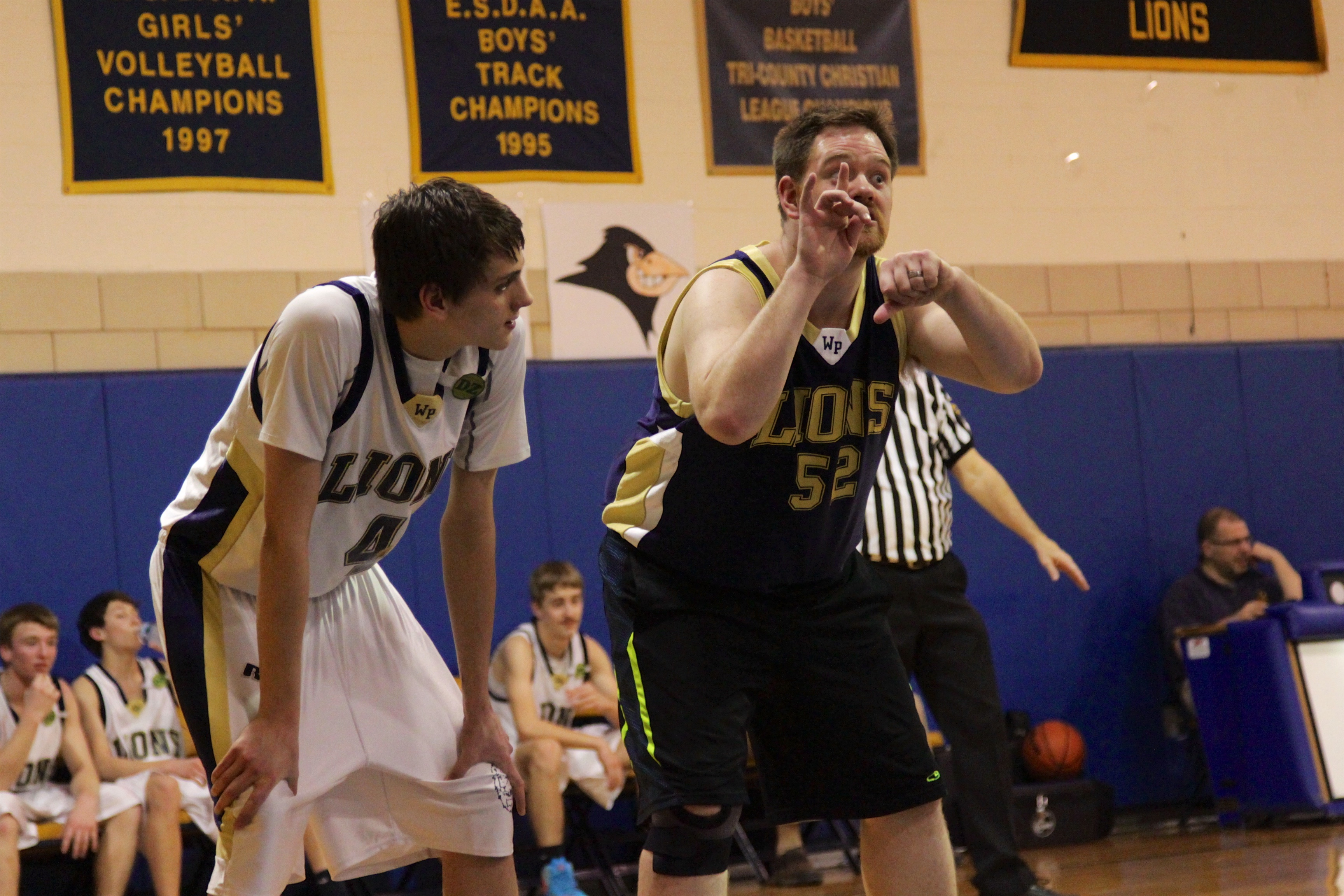
Gehörlose Sportler beim Basketball, die während einer Spielunterbrechung in Gebärdensprache kommunizieren

Einen hohen Stellenwert hat in der Gehörlosenkultur der Sport. Hier haben sich Vereine etabliert, deren Mitglieder mit wenigen Ausnahmen sämtlich taub oder hochgradig schwerhörig sind. Durch die eigene gemeinsame Kommunikationsbasis mit Gebärdensprache lassen sich sowohl in Training als auch Wettkampf das Wissen um die Zusammenhänge vollständiger und beispielsweise auch taktische Signale schneller vermitteln. So haben sich international in vielen Ländern in den größeren Städten und in zahlreichen Sportarten eigene Vereine gebildet, manchmal dabei als eigene Abteilung innerhalb eines Vereins.
Auf lokaler Ebene erfolgt die Teilnahme an externen sportlichen Wettkämpfen und Spielbetrieben überwiegend durch gleichgestellte Teilnahme an den lokalen Liga-Wettbewerben der Mannschaften. Diese Teilnahme dient neben dem vereinsinternen Training vor allem der Beibehaltung und Weiterentwicklung der sportlichen Fähigkeiten und Taktiken.
Weit höheren Stellenwert haben demgegenüber die mehr saisonalen Veranstaltungen innerhalb der nationalen und internationalen Gehörlosensportverbände mit jeweils eigenen nationalen und internationalen Meisterschaften. So werden neben den alljährlichen Meisterschaften der nationalen Gehörlosensportverbände auch die weltweit ausgeschriebenen Deaflympics bzw. Gehörlosen-Weltspiele regelmäßig jeweils ein Jahr nach den Olympischen Spielen veranstaltet. Die Deaflympics sind wie die Paralympics ein vom IOC anerkannter Verband. An den Paralympics nehmen Gehörlose bisher nicht teil.

## Schöne Künste

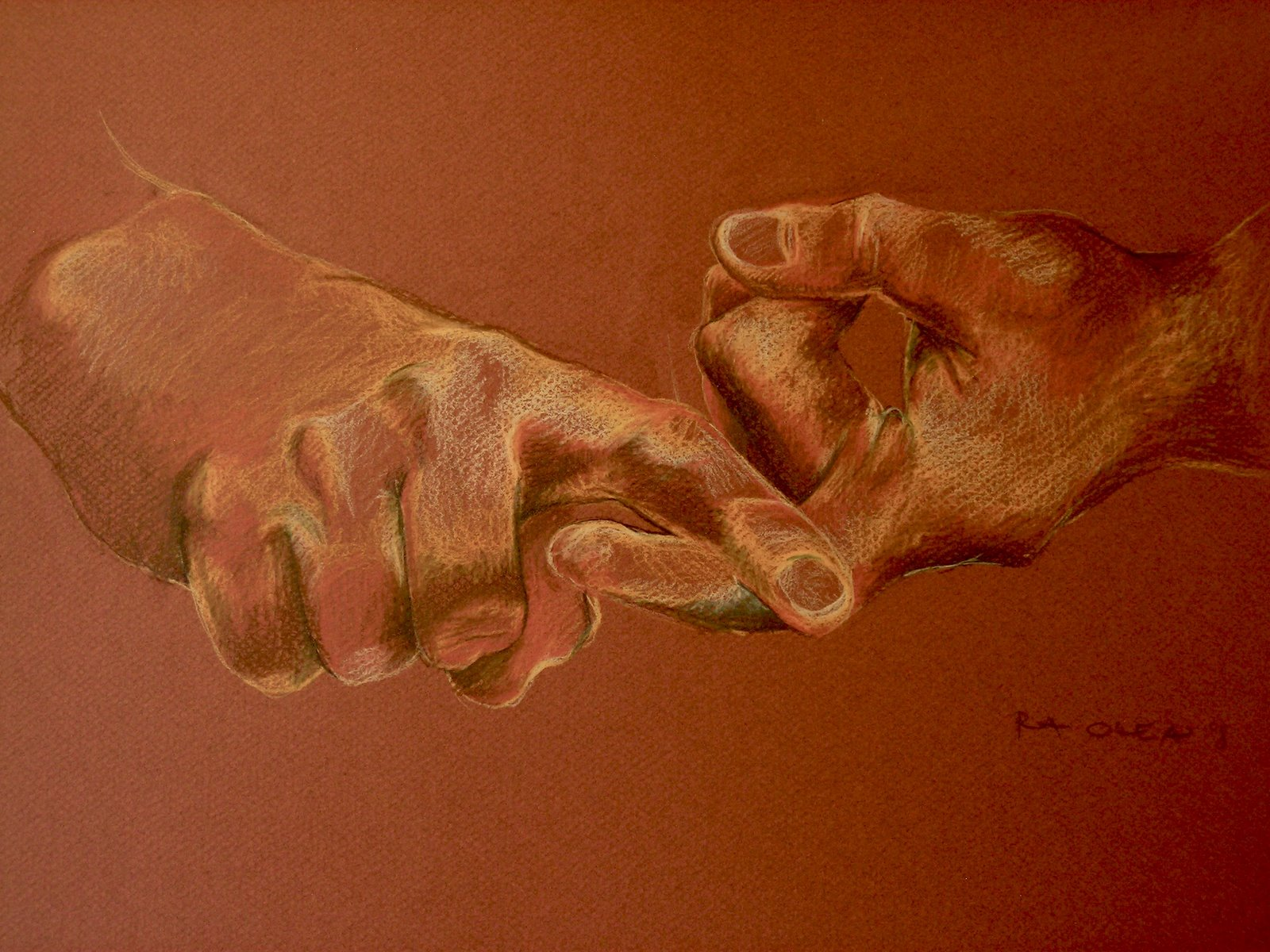
R.A. Olea: sign language : friend / Gebärde für "Freund" in ASL, Farbstifte auf Tonpapier, 2008

Auch in den schönen Künsten haben sich eigene Strukturen gebildet, so zum Beispiel mit dem Gebärdensprachtheater (Gehörlosentheater/visuelles Theater) und den Kulturtagen der Gehörlosen. Die Gebärdensprachpoesie ist u. a. unter dem Begriff „Deaf Poetry“ zu finden. Vereinzelt existieren Gebärdenchöre.
Beispiele für visuelles Theater sind das Deutsche Gehörlosentheater und das Visuelle Theater Hamburg. Zudem gibt es alle 2 Jahre das DEGETH (Deutsche Gehörlosen-Theaterfestival) in München. Zudem gibt es das ViFest in Berlin. Eine besondere Kunstrichtung ist hier Visual Vernacular (VV). Es ist vergleichbar mit Pantomime, aber es werden Kenntnisse der Grammatik von Gebärdensprachen ohne Mundbild vorausgesetzt.
In der bildenden Kunst haben gehörlose Künstler eine besondere Kunstrichtung etabliert, die Themen aus der Deaf Experience behandelt mit Vorliebe für kräftige und kontrastierende Farben, in den USA bekannt unter der Bezeichnung Deaf View Image Art (DeVIA).
Besonderer Anziehungspunkt sind auch die Gebärdensprachfestivals, beispielsweise in Deutschland mit Wettbewerben in Gebärdensprach-Erzählen und -Poesie um die Trophäe „Goldene Hand“.

## Medien
Seit dem 19. Jahrhundert gibt es Zeitschriften, die sich speziell an die Gruppe der Gehörlosen wenden. Sie sind zumeist von gehörlosen Schriftleitern redigiert, wie beispielsweise die von Friedrich Waldow herausgegebene Deutsche Gehörlosenzeitung oder das Lifestyle-Magazin Life InSight sowie das Lifestyle-Nachrichtenmagazin hearZONE, die spezifische politische, soziale und kulturelle Nachrichten, Informationen und Veranstaltungshinweise enthalten.
Mit dem Aufkommen des Internets sind auch gruppenspezifische Online-Magazine und Online-Diskussionsforen entstanden, auf denen Nachrichten ausgetauscht und Kommunikation unter gehörlosen bzw. hörgeschädigten Personen betrieben werden, wie beispielsweise die von dem selbst hörgeschädigten Lehrer Bernd Rehling aufgebaute Website Taubenschlag.de.

## Musik
Auch Musik gehört zum Alltag Gehörloser. Sie wird nicht nur durch fallweise mit Hörhilfen verstärkte Töne, sondern auch durch Vibrationen vor allem von Bässen wahrgenommen. Besonders in Diskotheken, in denen starke Bässe gespielt und somit Vibrationen ausgelöst werden, können Gehörlose diese sehr gut wahrnehmen und dazu tanzen. Bekannte selbst taube Interpreten sind hier zum Beispiel Tobias Kramer und die Schlagzeugerin Evelyn Glennie.
Allerdings gibt es nicht nur fühlbare Musik für Gehörlose. Die Gebärdensprache kennt auch das Singen in Gebärden. Dieses unterscheidet sich vom alltäglichen Gebrauch der Gebärdensprache, wie es auch in Lautsprachen sowohl eine Umgangssprache als auch eine lyrische Sprache gibt.

## Bildung und berufliche Qualifikation
Mit dem Aufkommen von Realschul- und Gymnasialzweigen an Schulen für Gehörlose sowie auch berufsspezifischen Bildungseinrichtungen wie der IBAF-Gehörlosenfachschule oder des Rheinisch-Westfälischen Berufskollegs Essen konnten die Möglichkeiten zur beruflichen Qualifikation bedeutend erweitert werden, so dass für taube Menschen zunehmend mehr Arbeitsfelder zugänglich geworden sind. In Berufsbildungswerken kann zu dem eine überbetriebliche Ausbildung erfolgen.
Der alle 3 Jahre seit 2010 stattfindende Bildungskongress von Deutschland, Österreich und Schweiz beschäftigt sich vor allem mit der bimodal-bilingualen Bildung durch die Gebärdensprache. Seit 1985 finden zu dem Bildungskongresse innerhalb Deutschlands statt.

## Religion

### Christentum

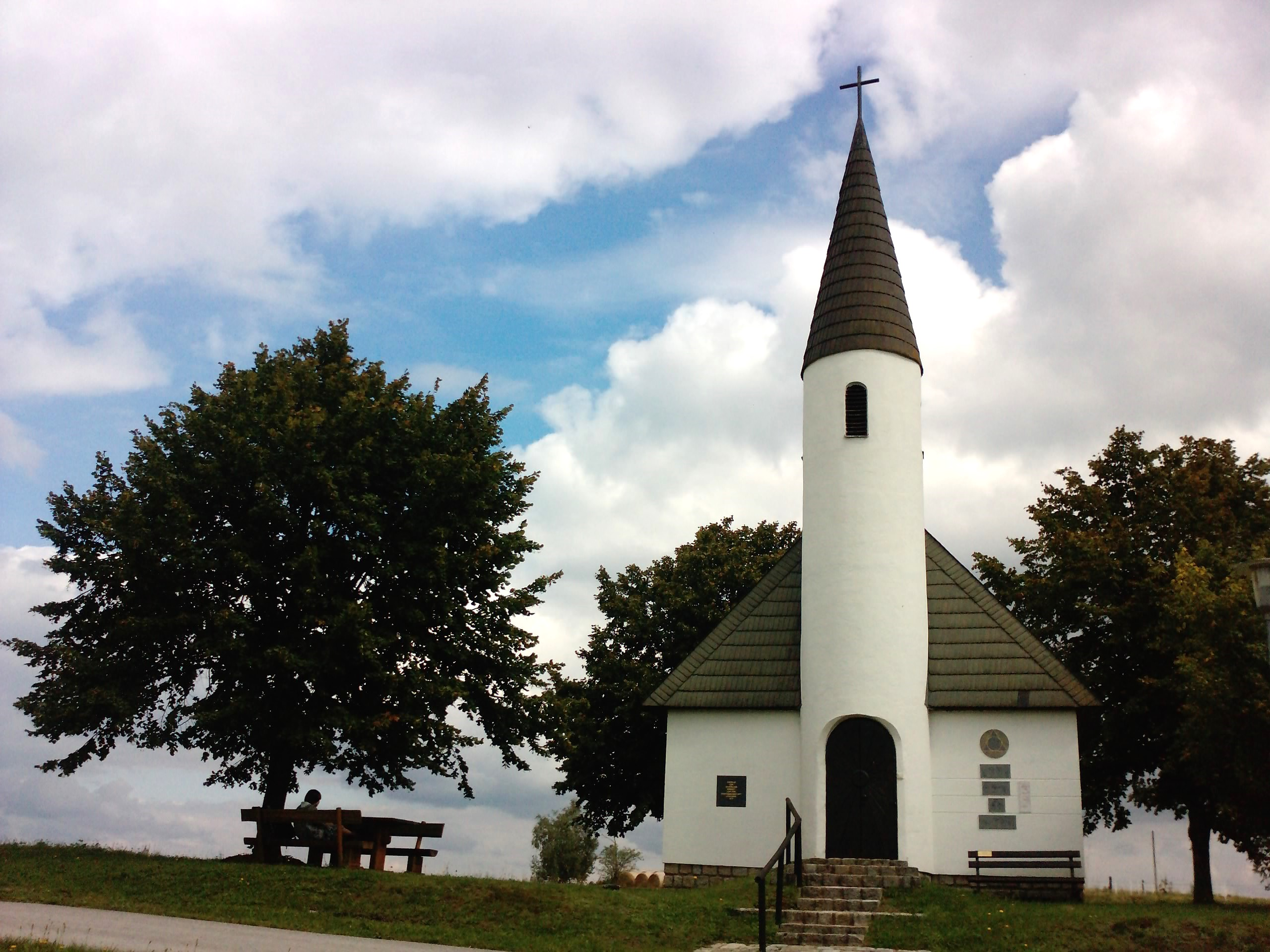
Gehörlosenkapelle in Loimanns, Niederösterreich; erbaut 1979

Es gibt speziell für Gebärdensprachnutzer ausgerichtete kirchliche Angebote, die von gehörlosen Menschen teilweise selbst getragen werden. Im deutschsprachigen Raum gibt es katholische und evangelische Gemeinden für gehörlose Mitglieder. Einige Freikirchen und die Zeugen Jehovas, die als erste die vollständige Bibel in einer Gebärdensprache herausgeben, haben ebenfalls Angebote in Gebärdensprache.
Wie auch in anderen Bereichen des Gehörlosenwesens fand auch im kirchlichen Bereich Ende des 20. Jahrhunderts eine Emanzipation statt und es entstanden von gehörlosen Menschen selbst getragene christliche Gehörlosen-Gemeinschaften. Eine weitere Folge dieser Emanzipation war, dass viele Landeskirchen oder die Zeugen Jehovas den Gehörlosen mehr Freiräume in ihrer Programmgestaltung angeboten haben und diese zudem Leitungsfunktionen übernehmen konnten.

## Coda

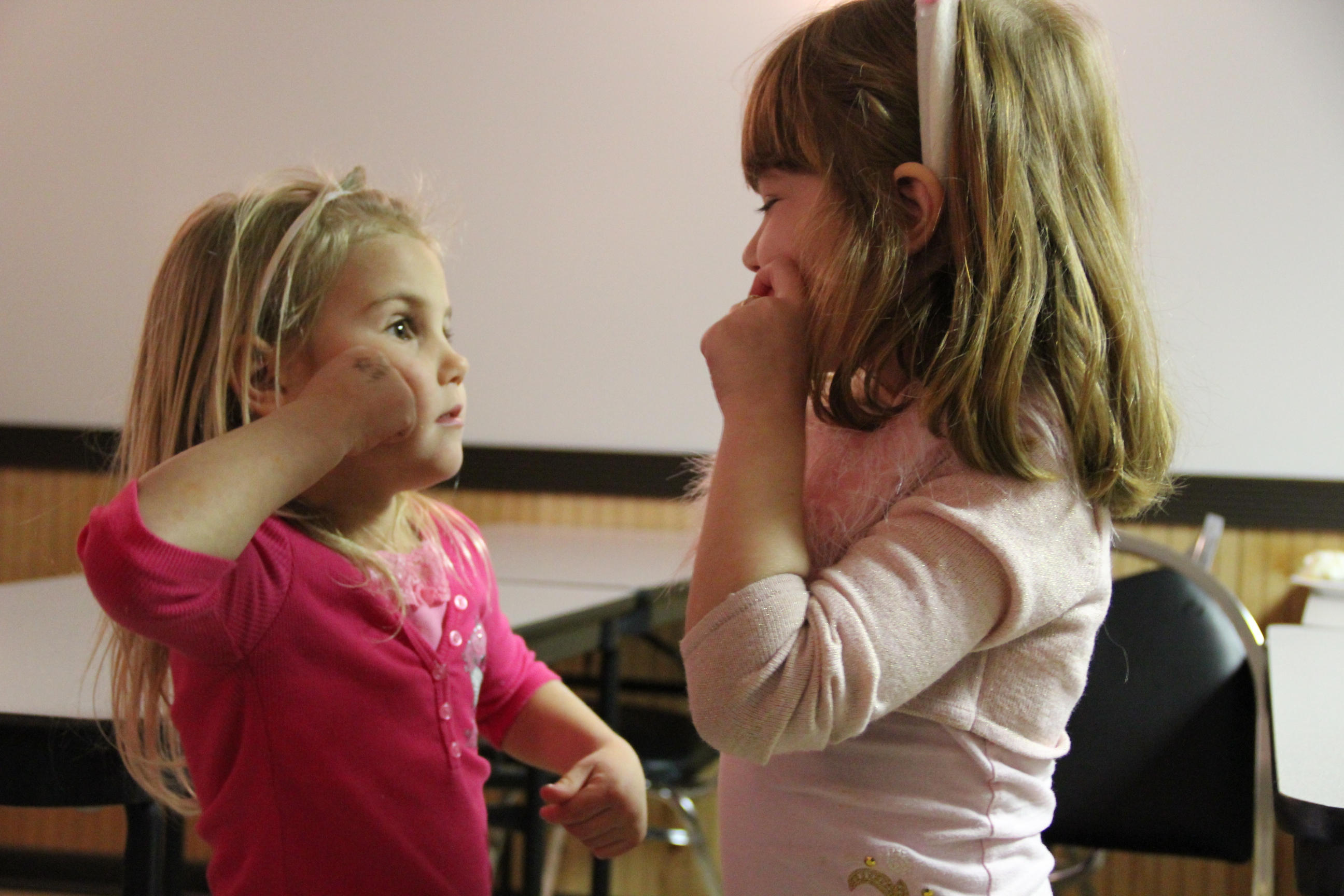
Hörende Kinder von gehörlosen Eltern (Coda) beim gemeinsamen Üben der Amerikanischen Gebärdensprache (ASL)

Bestandteil der Gehörlosen-Kultur sind auch meist hörende Kinder gehörloser Eltern, die der Gemeinschaft teils lebenslang verbunden bleiben. Sie sind international unter dem Akronym Coda – Children of deaf adults (engl. Kinder von gehörlosen Eltern) – bekannt. Minderjährige Kinder von gehörlosen Eltern bezeichnet man als Koda (Kids of Deaf adults). Die deutschsprachige Vereinigung ist CODA d.a.ch. International vernetzen sich erwachsene Coda bei CODA International. Gehörlose Kinder von gehörlosen Eltern werden deaf of deaf genannt, die Nutzung des Begriffs deaf Coda für diese Gruppe ist umstritten und wird nur für die Gruppe ertaubter Coda empfohlen. Gebärdensprache ist für Koda häufig die Muttersprache. Wenn das Kind hörende Großeltern oder ältere hörende Geschwister hat oder die Eltern in Lautsprache mit ihnen kommunizieren, lernt es schnell auch die Lautsprache sowie auch, mit wem zu sprechen und mit wem zu gebärden ist. Das Kind wächst also bilingual auf sowie auch in zwei Kulturen bzw. Welten mit unterschiedlichen sozialen und kulturellen Normen.

## Deafhood oder Taubsein

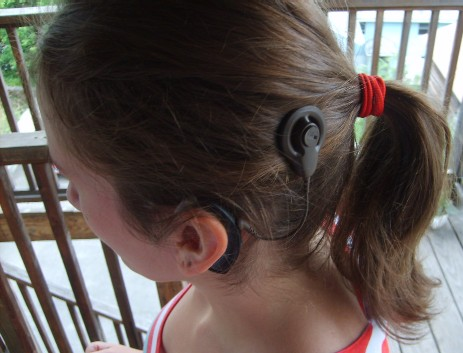
Das Cochleaimplantat als Hörhilfe ist umstritten

„Deafhood“ (deutsch „Taubsein“) ist ein vom gehörlosen britischen Wissenschaftler Patrick (Paddy) Ladd um 2003 entwickeltes Konzept. Er soll dem negativen Begriff der Taubheit (Deafness) einen positiven Begriff entgegensetzen. Taubsein wird nicht als ein Defizit verstanden, sondern als ein Lebensgefühl, vergleichbar etwa mit Frausein, Christsein oder Jüdischsein. Ladd betrachtet die Gehörlosen nicht als Behinderte, sondern als Angehörige einer kulturellen Gruppe, ohne die die Welt ärmer an Vielfalt wäre. Er fordert die Gehörlosen auf, sich ihrer gemeinsamen Werte und ihrer Geschichte bewusst zu werden und ihre Kinder (sofern sie auch gehörlos sind) zu stolzen Mitgliedern ihrer Gemeinschaft zu erziehen. Taubsein solle als Lebensgefühl gefeiert werden.
Aus diesen Überlegungen leitet Ladd auch seine umstrittene Forderung ab, bei tauben Kindern auf die Versorgung mit Cochlea-Implantaten zu verzichten. Ebenfalls umstritten ist Ladds positive Bewertung gehörloser Designerbabys, die durch die absichtliche Auswahl eines gehörlosen Samenspenders gezeugt werden.
Ladd spricht von der „Kolonisierung“ der Gehörlosen durch die Hörenden. Es gelte, der Betrachtungsweise als hilflose, passive Opfer Widerstand entgegenzusetzen und sich gegen die Kolonisierung zu wehren. Hörende könnten in diesem Prozess Verbündete („Allies“) der Tauben werden, wenn sie lernten, Taubsein nicht als Behinderung zu betrachten.

## Filme
- Gehörlosenkultur und Vereinsleben, von S. Grünbichler mit Begleitheft. Bausteine für den Gebärdensprachunterricht; Projektleitung: N. Grbic. Selbstverlag / Institut für Translationswissenschaft, Universität Graz, 2002 (91 Min.)